# Gaon (Burkina Faso)
Pour les articles homonymes, voir Gaon.
Gaon est une localité située dans le département de Bagaré de la province du Passoré dans la région Nord au Burkina Faso.

## Géographie
Gaon est situé à 2,5 km au sud-est de Bagaré, le chef-lieu du département, et à environ 40 km au sud-ouest du centre de Yako.

## Santé et éducation
Le centre de soins le plus proche de Gaon est le centre de santé et de promotion sociale (CSPS) de Bagaré tandis que le centre médical avec antenne chirurgicale (CMA) de la province se trouve à Yako.